# Honorio Sigala
Honorio Sigala (Curarigua, Venezuela, 31 de diciembre de 1894 - Barquisimeto, 22 de noviembre de 1976) fue un médico cirujano y político venezolano. 

## Vida
Sigala fue gobernador del Estado Lara durante 1936 - 1937 sustituyendo a José Rafael Gabaldón y luego ministro de Sanidad bajo el entonces presidente de Venezuela Eleazar López Contreras en sustitución de Santos Dominici. Como gobernador designó los espacios del actual Parque zoológico y botánico Bararida. Sigala se casó con Elba Arévalo, hija del periodista Rafael Arévalo González. Fue además embajador de Venezuela en México (1957).